# 邢邵
邢子才（496年—？），名邵，或作邢卲、邢劭，字子才，小字吉少，河间郡鄚县（今河北省任丘市）人，北魏、东魏北齐辞赋家、散文家。

## 生平
生於魏孝文帝太和二十年（496年），記憶力強，邢邵五岁时，即为崔亮所赞赏。十歲能屬文，为当时名士所赏识，少游洛陽，因雨五天讀完一部《漢書》，仕北魏、北齊兩朝，初为魏宣武帝挽郎，魏孝明帝时起家奉朝请，转任著作佐郎。邢邵文章独步当时，每篇文章一出，京师为之纸贵。被袁翻、祖莹所嫉妒，与黄门侍郎李琰之对掌朝仪。历任中书侍郎、给事黄门侍郎、散骑常侍。经东魏，入仕北齐，朝臣作《甘露颂》，邢邵为之作序。歷官驃騎將軍、西兗州刺史、中書令、太常卿兼中书监、摄國子監祭酒、加特進等，擅长骈文，与溫子升并称为“温邢”，又与魏收并称为“邢魏”，與魏收、溫子升號稱「北地三才子」。邢邵有大量藏書而不甚讎校，曰：“日思誤書，更是一適”。卒年不詳。撰有文集三十卷，明代人张溥辑有《邢特进集》。
邢邵主張无神论。《北齊書》载其曾说“神之在人，犹光之在烛，烛尽则光穷，人死则神灭”。他又曾与杜弼辩论“類化而相生，猶光去此燭，復然彼燭。”《北史》评价其“与济阴温子升为文士之冠”，又說“子才少有盛名，鼓动京洛，文宗学府，独秀当年，举必任真，情无饰智，疏通简易，罕见其人，足为一代之模楷也”。
北齐天保七年（556年），文宣帝高洋命樊逊和冀州秀才高乾和、瀛州秀才馬敬德、許散愁、韓同寶、洛州秀才傅懷德、懷州秀才古道子、廣平郡孝廉李漢子、渤海郡孝廉鮑長暄、陽平郡孝廉景孫、前梁州府主簿王九元、前開府水曹參軍周子深，借邢子才、魏收等人的家藏古籍，刊定《五经》诸史。

## 家庭

### 夫人
- 赵郡李氏，北魏前将军、太中大夫李籍之之女，北齐尚书左丞李伯伦妹妹，北齐太子舍人李季节姐姐[5][6][7]

### 子女
- 邢大宝，有文情
- 邢大德，庶子
- 邢大道，庶子

## 延伸阅读
[在维基数据编辑]
 在维基文库阅读此作者作品
 《北齊書·卷36》，出自李百药《北齊書》